# 鳥喰沼

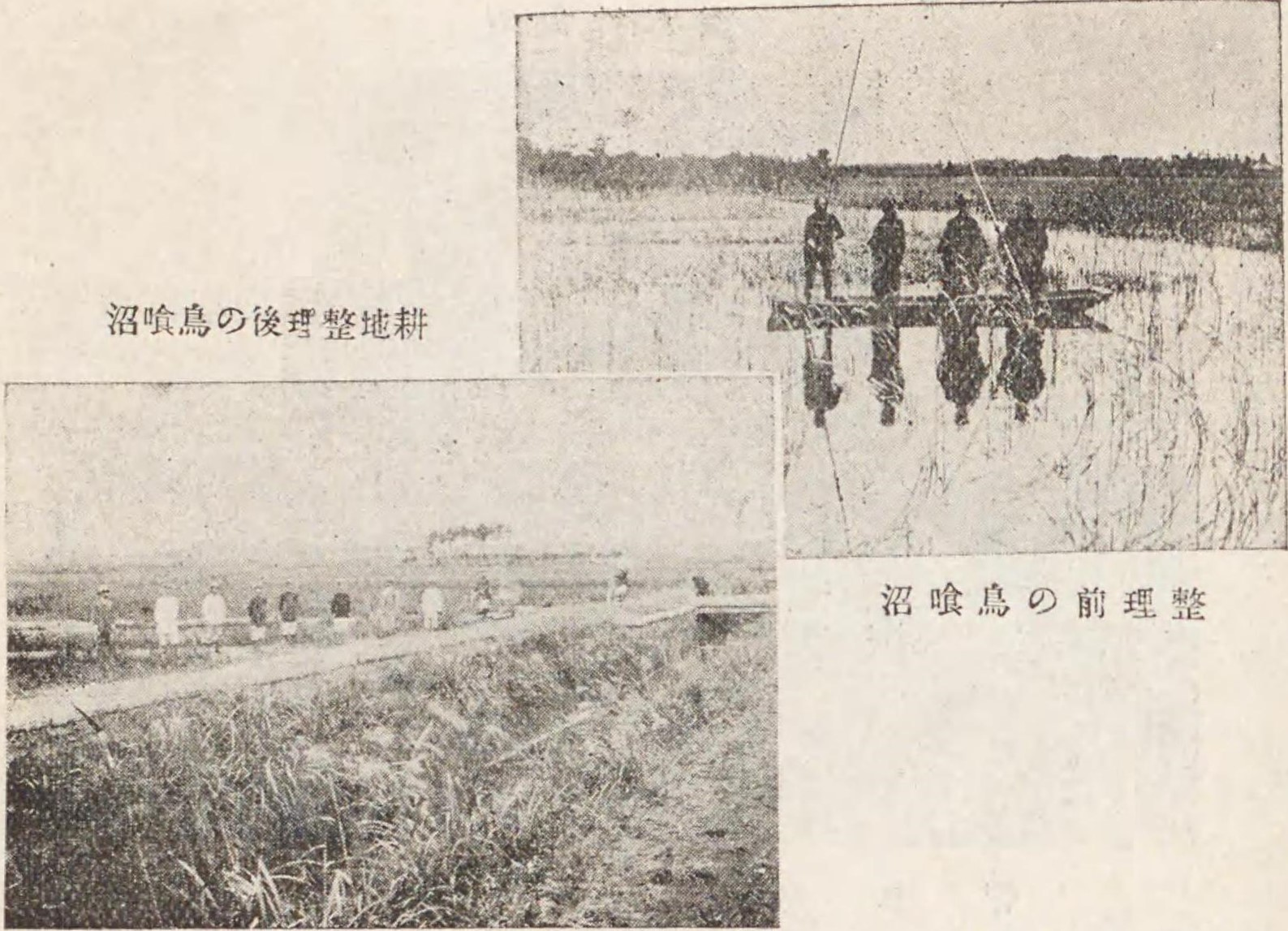
耕地整理前後の鳥喰沼

鳥喰沼（とりはみぬま）は、かつて千葉県九十九里平野の中央にあった沼。1913年（大正2年）に干拓され、消滅した。

## 概要
現在の九十九里平野は、玉の浦と呼ばれた海の入り江が海岸線の後退により平野となったものであり、多くの海跡湖が残されていた。鳥喰沼もその一つであり江戸時代には灌漑に供されていた。大政奉還直後には当地に封じられた太田資美の松尾藩によって干拓が企図されたが果せなかった。それから40年後の1911年（明治44年）に山武郡東部連合耕地整理組合が組織された。
当時の鳥喰沼は、坂田池の南にあり、横芝町横芝、同鳥喰、同上鳥喰、同下鳥喰、同鳥喰新田、大平村本柏、松尾町猿尾、同八田、の7部落に跨り、縦1200間、横480間、面積は29万5389坪とされ、上総国最大の沼であり、沼の東の9部落の水田390町歩の灌漑に供されていた。しかし、水深は1尺から2尺程度と浅く、雨が降れば堪水するが晴天が続くと枯れてしまい、灌漑には適していなかった。水深が浅いため、葭や真菰が繁茂し、また良質の藺草を産した。藺草は織って筵とし、根引蓆と言われ上総の一物産であった。
東側の松尾町五反田には細沼と稲荷沼があった。細沼は縦485間、横75間、面積は2万4646坪、稲荷沼は縦200間、横150間、面積は1万6500坪で、いずれも鳥喰沼に接し、同様に水田の灌漑に供されていた。
1912年（明治45年）3月に山武郡東部連合耕地整理組合による干拓が着手される。蒸気機関を動力とした揚水ポンプにより沼からの排水が続けられ、1913年（大正2年）には沼の跡形はなくなった。また、細沼と稲荷沼も同時に干拓された。1920年（大正9年）に耕地整理も完成、現在は農地などになっている。